# Dredd (filme)
Dredd (bra: Dredd - O Juiz do Apocalipse) é um filme Indo-britano-sul-africano -estadunidense de 2012, dos gêneros de ação, ficção científica e cyberpunk, dirigido por Pete Travis com o roteiro de Alex Garland, baseado na história em quadrinhos Judge Dredd, de John Wagner e Carlos Ezquerra.

## Sinopse
Em um futuro pós-apocalíptico, os Estados Unidos são um vasto deserto radioativo, exceto na Megacidade 1, entre Boston e Washington, onde oitocentas milhões de pessoas vivem em um ambiente de alta criminalidade. Para manter a ordem, juízes têm poderes para julgar e executar imediatamente. O Juiz Dredd supervisiona a aspirante Cassandra Anderson, que possui poderes sensitivos, em uma missão para investigar três mortes no prédio Peach Trees. Eles prendem o traficante Kay, suspeito de ligação com Ma-Ma, que controla o prédio e produz o entorpecente slo-mo. Ma-Ma ordena o fechamento do prédio e a eliminação dos juízes.

## Elenco
- Karl Urban — Juiz Joseph Dredd
- Olivia Thirlby — aspirante Cassandra Anderson
- Lena Headey — Madeline Madrigal (Ma-Ma), chefe do bando
- Wood Harris — Kay, traficante
- Langley Kirkwood — Juiz Lex
- Junior Singo — Amos, viciado
- Luke Tyler — Freel, viciado
- Jason Cope — Zwirner, viciado e sequestrador
- Domhnall Gleeson — Técnico do bando
- Warrick Grier — Caleb, braço-direito de Ma-Ma
- DeObia Oparei — paramédico